# Cokern

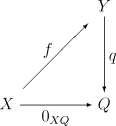
Afbeelding

In de categorietheorie, een deelgebied van de wiskunde, is de cokern van een lineaire afbeelding van vectorruimten {\displaystyle f:X\to Y} de quotiëntruimte {\displaystyle Y/f(X)} van het codomein van {\displaystyle f} en het beeld van {\displaystyle f}.
Cokernen zijn dualen van de kernen uit de categorietheorie, vandaar de naam: de kern is een deelobject van het domein (de kern beeldt af op het domein), terwijl de cokern een quotiëntobject is van het codomein (de cokern beeldt af vanaf het codomein).